# Terra (Obrint Pas)
Terra es el tercer disco del grupo valenciano Obrint Pas. Está editado por Propaganda pel fet y consta de 13 canciones. Presentado en abril de 2002 en la sala Bikini de Barcelona, sus letras son un canto a la tierra y a la propia Valencia, pero sin olvidar los asuntos internacionales, como los problemas del continente americano. 
Entre sus canciones se puede destacar Fuster 82/02, un homenaje al escritor valenciano Joan Fuster, Més lluny, la cual propone un recorrido musical por los países Catalanes y de la cual se grabó un videoclip, o El cant dels Maulets, con la colaboración de Al Tall.
Terra ha vendido más de 12 000 copias e hizo la gira Obrint Pas en directe (2003), con más de 70 conciertos.

## Lista de canciones
- No hem oblidat
- Respecte
- Sense terra
- Més lluny
- Fuster 82/02
- Ara
- Des de la nit
- Avui com ahir
- Lluny d'aquí
- Trets al cor
- Del sud
- El cant dels Maulets

- Datos: Q3984521